# Barjac, Lozère
Barjac là một xã ở tỉnh Lozère trong vùng Occitanie, phía nam nước Pháp.